# داني فان بوبيل
داني فان بوبل (بالهولندية: Danny van Poppel)‏ ولد بتاريخ 26 يوليو 1993 في أوترخت، مقاطعة أوترخت، هولندا، هو دراج هولندي في صنف سباق الدراجات على الطريق.

## سجل النتائج

### سباقات أو مراحل فاز بها
- طواف إسبانيا
- بطولة العالم لسباق الدراجات على الطريق

### المراكز
- حقق المركز الـ 6 في ثلاثة أيام فلاندرز الغربية 2015

## روابط خارجية
- داني فان بوبل على موقع الاتحاد الدولي للدراجات (الإنجليزية)
- داني فان بوبل على موقع أرشيف الدراجات (الإنجليزية)
- داني فان بوبل على موقع إحصائيات الدراجات الإحترافية (الإنجليزية)
- داني فان بوبل على موقع نسبة الدراجات (الإنجليزية)
- داني فان بوبل على موقع CycleBase (الإنجليزية)
- Danny van Poppel profile
- داني فان بوبل على موقع الاتحاد الدولي للدراجات (الإنجليزية)
- داني فان بوبل على موقع أرشيف الدراجات (الإنجليزية)
- داني فان بوبل على موقع إحصائيات الدراجات الإحترافية (الإنجليزية)
- داني فان بوبل على موقع نسبة الدراجات (الإنجليزية)
- داني فان بوبل على موقع CycleBase (الإنجليزية)